# 国道107号
国道107号（こくどう107ごう）は、岩手県大船渡市から北上市および秋田県横手市を経由して、由利本荘市に至る一般国道である。

## 概要

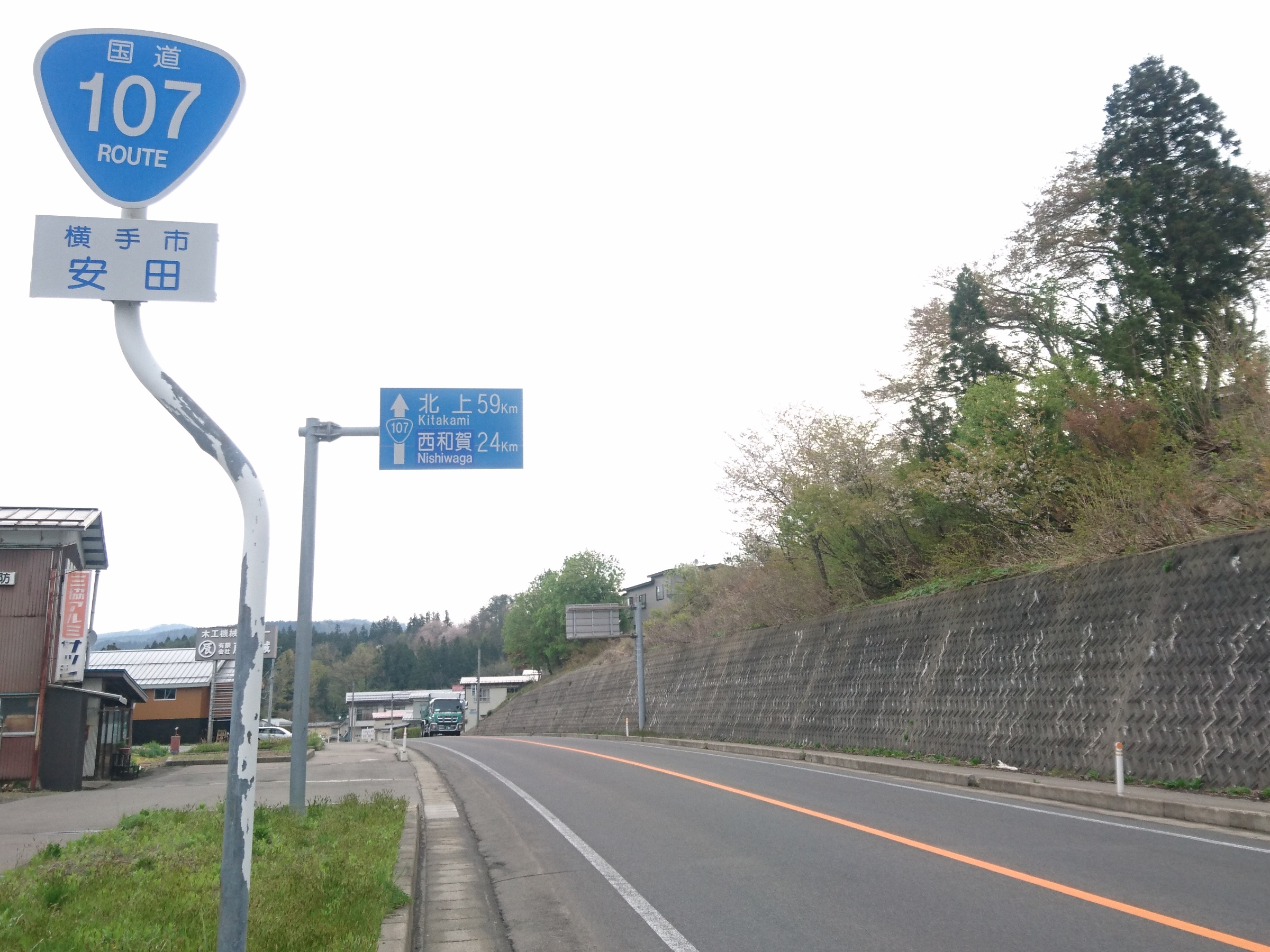
横手市安田付近（2016年5月）

岩手県大船渡市を起点とし北上市、奥州市、和賀郡西和賀町を経由し、秋田県横手市から由利本荘市に至る国道路線。岩手県と秋田県を東西に結ぶ物流路線となっているほか、並行する東北横断自動車道釜石秋田線の緊急時等の通行止め時には代替路線としての役割を果たす重要な幹線道路にも位置付けられており、また岩手県では、内陸部と三陸沿岸部を結ぶ道路として、「岩手県東日本大震災津波復興計画」のうち三陸復興道路整備事業において復興支援道路のひとつとしている。

### 路線データ
一般国道の路線を指定する政令に基づく起終点および重要な経過地は次のとおり。
- 起点：大船渡市（権現堂交差点 = 国道45号交点、国道397号起点、岩手県道230号丸森権現堂線終点）
- 終点：本荘市[注釈 2]（水林交差点 = 国道7号交点、国道105号起点、国道108号・国道341号・国道398号終点）
- 重要な経過地：岩手県気仙郡住田町、遠野市（小友町）、同県上閉伊郡宮守村[注釈 3]、江刺市（梁川）[注釈 4]、北上市、横手市、秋田県平鹿郡雄物川町[注釈 5]、同県由利郡東由利町[注釈 2]
- 総延長 : 192.8 km（岩手県 119.9 km、秋田県 73.0 km）重用延長を含む。[4][注釈 6]
- 重用延長 : 3.4 km（岩手県 0.1 km、秋田県 3.3 km）[4][注釈 6]
- 未供用延長 : なし[4][注釈 6]
- 実延長 : 189.5 km（岩手県 119.9 km、秋田県 69.7 km）[4][注釈 6]
  - 現道 : 188.7 km（岩手県 119.3 km、秋田県 69.4 km）[4][注釈 6]
  - 旧道 : 0.8 km（岩手県 0.5 km、秋田県 0.2 km）[4][注釈 6]
  - 新道 : なし[4][注釈 6]
- 指定区間：国道13号と重複する区間（秋田県横手市・安田交差点 - 婦気交差点）[5]

## 歴史
- 1953年（昭和28年）5月18日 - 二級国道107号大船渡本荘線（大船渡市 - 秋田県由利郡本荘町[注釈 7]）として指定施行[6]。
- 1965年（昭和40年）4月1日 - 道路法改正により一級・二級区分が廃止されて一般国道107号（大船渡市 - 本荘市[注釈 2]）として指定施行[3]。
- 2011年（平成23年）
  - 6月3日 - 大石拡幅（和賀郡西和賀町、新大石橋を含む延長450 m）が開通[1]。
  - 10月26日 - 札押道路（奥州市、延長1.63 km）が開通[2]。
- 2015年（平成27年）
  - 3月29日 - 岩手県和賀郡西和賀町杉名畑地区で土砂崩れが発生。現場のスノーシェッドが破壊され約8か月にわたり長期通行止めとなる。近くに迂回路がないため、通行止め期間中は秋田自動車道 北上西IC - 湯田IC間を無料通行できる特別措置を実施。
  - 11月28日 - 同区間の仮復旧工事中が終了し通行止め解除[7]。なお本復旧工事は翌2016年（平成28年）12月17日まで続いた[8]。
- 2021年（令和3年）
  - 5月1日 - 岩手県和賀郡西和賀町天ケ瀬地区で地震の影響による亀裂を確認。地滑りの可能性があるとして、同日より通行止めとなる[9]。4日より、通行止め期間中は秋田自動車道 北上西IC - 湯田IC間を無料で通行できる特別措置を実施[10]。
  - 10月1日 - 天ケ瀬地区の住民を対象に、錦秋湖SAから秋田自動車道 上り線に乗り入れできるようにする措置を実施（開放は日曜を除く6:00 - 20:00）[11][12]。
- 2022年（令和4年）11月30日 - 暫定処置として、通行止め区間を迂回する仮設道路（仮橋）を設置し、同区間の通行止めを解除[13][14]。
- 2023年（令和5年）7月19日 - 2021年の災害による通行止め区間を迂回するトンネルの掘削工事に着手。[15]

### 今後の予定
- 2026年（令和8年）度 - 大石地区道路災害復旧事業完了予定。

## 路線状況

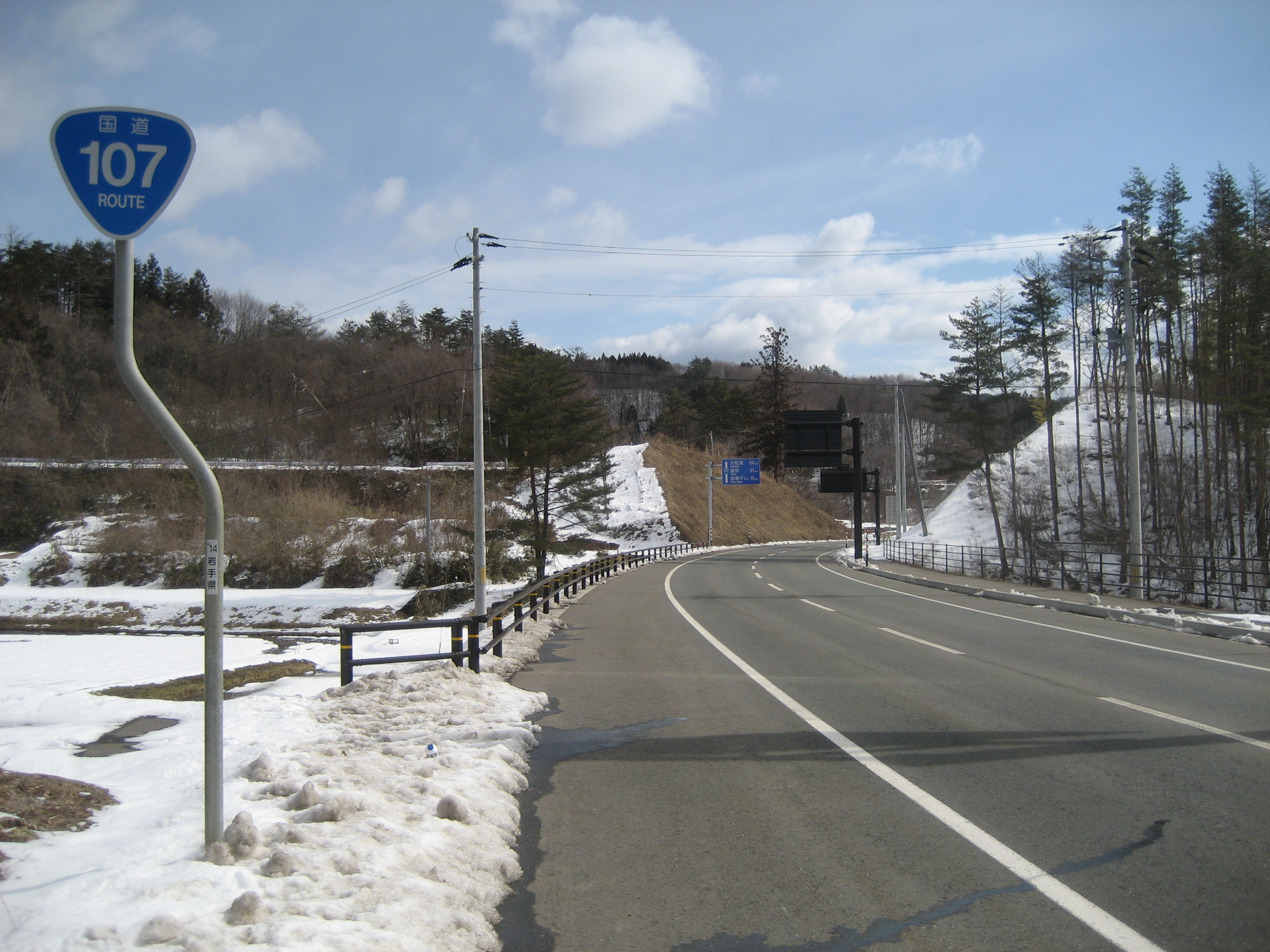
奥州市江刺 江刺田瀬IC付近

### 通称
- 岩手県
  - 盛街道（大船渡市 - 住田町）
  - 子規ライン（北上市 - 西和賀町）
  - 平和街道（北上市 - 秋田県横手市）
- 秋田県
  - 本荘街道（横手市 - 由利本荘市）

### バイパス・改良事業など
世田米バイパス
世田米バイパス（せたまいバイパス）は、気仙郡住田町内のバイパス道路である。1991年開通。
札押道路
札押道路（ふだおしどうろ）は、奥州市内に位置する全長630 mのバイパス道路である。旧道における線形不良区間の解消や釜石自動車道江刺田瀬ICへのアクセス向上を目的に2008年度より整備が進められ、2011年10月26日に開通した。
江釣子バイパス
江釣子バイパス（えづりこバイパス）は、北上市に建設されたバイパス道路である。1986年（昭和61年）に事業着手し、1997年（平成9年）4月9日に全線で供用を開始した。整備によって竪川目工業団地から北上江釣子ICまでの所要時間が短縮されたほか、利便性が向上したことから沿線にはロードサイド店舗の進出が相次いだ。
大石拡幅
大石拡幅（おおいしかくふく）は、和賀郡西和賀町内で進められた全長450 mの道路改良事業である。1960年竣工の大石橋の老朽化に伴い、新橋（L=70 m）への架け替えと一体的に2007年度より整備が進められ、2011年6月3日に開通した。
大荒沢拡幅
大荒沢拡幅（おおあらさわかくふく）は、和賀郡湯田町（現・西和賀町）内において、隘路区間の解消を目的に進められた全長900 mの道路改良事業（トンネル化事業）である。2003年10月21日開通。
横手バイパス
横手バイパス（よこてバイパス）は、横手市に建設された国道13号のバイパス道路である。一部が本路線と重複区間となっている。詳細は「横手バイパス」を参照のこと。
大沢バイパス
大沢バイパス（おおさわバイパス）は、横手市雄物川町大沢に整備された延長1.7 kmのバイパス道路である。2022年10月26日に開通。
石沢バイパス
石沢バイパス（いしざわバイパス）は、由利本荘市に建設された延長4.1 kmのバイパス道路である。1995年（平成7年）に事業着手し、2004年（平成16年）10月8日に全線で供用を開始した。
本荘道路
由利本荘市上大野（本荘IC付近） - 瓦谷地（終点）間 延長2.0 kmの道路改良事業名。
梁川〜口内工区
梁川〜口内工区（やながわくちないこうく）は、北上市と奥州市にまたがる延長約2.5 kmのバイパス道路である。区間内には梁川口内トンネル（延長1 km）がある。2019年3月28日に開通。

### 重複区間
- 国道397号（起点 - 気仙郡住田町世田米・小股交差点）
- 国道340号（気仙郡住田町・瀬音橋 - 川口交差点）
- 国道283号（遠野市宮守町・鱒沢交差点 - 凌沢交差点）
- 国道13号（横手市・安田交差点 - 婦気交差点）
- 国道398号（由利本荘市東由利舘合 - 終点）
- 国道105号（由利本荘市・一番堰交差点 - 終点）
- 国道108号（由利本荘市・二番堰交差点 - 終点）

### 道路施設

#### 道の駅
- 岩手県
  - 錦秋湖（和賀郡西和賀町）
- 秋田県
  - さんない（横手市）
  - 東由利（由利本荘市）

## 地理

### 通過する自治体
- 岩手県
  - 大船渡市 - 気仙郡住田町 - 遠野市 - 花巻市 - 奥州市 - 北上市 - 和賀郡西和賀町
- 秋田県
  - 横手市 - 由利本荘市

### 交差する道路
岩手県
- 国道45号、岩手県道230号丸森権現堂線（大船渡市盛町）
- 岩手県道193号唐丹日頃市線（大船渡市日頃市町字関谷）
- 岩手県道180号上有住日頃市線（大船渡市日頃市町字田代屋敷）
- 国道340号・陸前高田方面（気仙郡住田町・川口交差点）
  - 国道340号・盛岡、花巻、遠野方面（住田町世田米字向川口）
- 国道397号・水沢方面（気仙郡住田町世田米字小股）
- 岩手県道174号小友米里線（遠野市小友町字仲町）
- 国道283号・釜石、遠野市街方面（遠野市宮守町下鱒沢字宇洞・鱒沢交差点）
  - 国道283号・花巻方面（遠野市宮守町下鱒沢・凌沢交差点）
- 岩手県道27号江刺東和線、岩手県道178号下宮守田瀬線（花巻市東和町田瀬字大野）
- 岩手県道179号玉里梁川線（奥州市江刺梁川）
- 国道456号（北上市・青木田交差点）
- 岩手県道14号一関北上線、岩手県道28号花巻北上線（北上市立花字舟場・日高見橋東交差点）
- 岩手県道39号北上東和線、岩手県道254号相去飯豊線・金ヶ崎方面（北上市本通り三丁目）
- 国道4号北上バイパス（北上市・有田町交差点）
- 北上江釣子インターチェンジ - 東北自動車道
- 岩手県道122号夏油温泉江釣子線（北上市北鬼柳字藤木・江釣子バイパス東口）
- 岩手県道302号前沢北上線（北上市上江釣子2地割）
- 岩手県道13号盛岡和賀線（北上市和賀町藤根18地割）
- 岩手県道192号後藤野野中線（北上市和賀町藤根）
- 岩手県道103号花巻和賀線（北上市和賀町竪川目字下組）
- 岩手県道37号花巻平泉線（北上市和賀町横川目）
- 岩手県道133号ゆだ錦秋湖停車場線（西和賀町大石）
- 岩手県道・秋田県道1号盛岡横手線・盛岡方面（西和賀町大沓）
- 岩手県道215号湯川温泉線（西和賀町川尻・川尻小学校前）
- 湯田インターチェンジ - 秋田自動車道

秋田県
- 秋田県道320号南郷黒沢線（横手市山内黒沢）
- 秋田県道40号横手東成瀬線（横手市山内土渕）
- 秋田県道272号御所野安田線、雄平東部広域農道（雄平フルーツライン）（横手市・地域振興局入口交差点）
- 国道342号、国道13号・湯沢方面（横手市・安田交差点）
- 国道13号・秋田方面、横手インターチェンジ - 秋田自動車道、湯沢横手道路（横手市・婦気交差点）
- 秋田県道117号野崎十文字線（横手市平鹿町浅舞）
- 秋田県道13号湯沢雄物川大曲線・大仙市街方面（横手市雄物川町東里）
  - 秋田県道13号湯沢雄物川大曲線・湯沢方面（横手市雄物川町柏木）
- 秋田県道36号大曲大森羽後線（横手市雄物川町大沢）
- 出羽丘陵広域農道（横手市雄物川町大沢）
- 国道398号（由利本荘市東由利舘合）
- 秋田県道32号仁賀保矢島館合線（由利本荘市東由利舘合）
- 秋田県道30号神岡南外東由利線（由利本荘市東由利蔵）
- 秋田県道43号本荘西目線（由利本荘市万願寺）
- 秋田県道49号本荘大内線（由利本荘市三条）
- 本荘インターチェンジ - 日本海東北自動車道
- 国道105号（由利本荘市・一番堰交差点）
- 国道108号（由利本荘市・二番堰交差点）
- 国道7号（由利本荘市・水林交差点）

### 峠
- 白石峠（大船渡市 - 気仙郡住田町）
- 荷沢峠（標高466 m、住田町世田米 - 遠野市小友町）
- 糠森峠（標高320 m、遠野市小友町 - 遠野市宮守町下鱒沢）
- 樺峠（標高350 m、遠野市 - 奥州市）
- 巣郷峠（標高296 m、和賀郡西和賀町 - 横手市）